# Science-Fiction-Jahr 1850
Übersicht

◄◄ | ◄ | 1846 | 1847 | 1848 | 1849 | Science-Fiction-Jahr 1850 | 1851 | 1852 | 1853 | 1854 | ► | ►►

Weitere Ereignisse

## Geboren
- Edward Bellamy († 1898)
- Auguste Groner († 1929)
- Johann Adolf Herzog († 1915)